# 848 TCN
848 TCN là một năm trong lịch La Mã.